# Mistrzostwa Europy w Łucznictwie Polowym 2015
21. Mistrzostwa Europy w łucznictwie polowym odbyły się w dniach 5 - 10 października w Rzeszowie. Była to pierwsza impreza tej rangi rozgrywana w Polsce i jednocześnie pierwsza, na której wystartowali Polacy. Zawodniczki i zawodnicy startowali w konkurencji łuków dowolnych, gołych oraz bloczkowych.
Nasza reprezentacja wywalczyła 3 medale. Wicemistrzynią Europy seniorek w łuku klasycznym została Natalia Leśniak. Na najniższym stopniu podium wśród juniorek strzelających z łuku klasycznego stanęła Marlena Kocaj. Razem z Pauliną Ostrowską i Martyną Wiśniewską wywalczyła także brąz w drużynie.

## Reprezentacja Polski

### Seniorzy

#### łuk klasyczny
- Natalia Leśniak
- Joanna Rząsa
- Kacper Sierakowski
- Ewa Sobieraj
- Adam Ścibski

#### łuk bloczkowy
- Marcin Affek
- Ewa Huzar
- Łukasz Przybylski
- Anna Stanieczek
- Katarzyna Szałańska
- Jan Wojtas

#### łuk goły
- Rafał Dowhyluk
- Regina Karkoszka
- Klaudia Kleszcz
- Robert Marcinkiewicz
- Antonina Sułowska
- Krzysztof Trusz

### Juniorzy

#### łuk klasyczny
- Paweł Czyż
- Tomasz Czyż
- Marlena Kocaj

#### łuk bloczkowy
- Adam Bujok
- Stanisław Korol
- Paulina Ostrowska
- Filip Szeląg
- Monika Trybuła

#### łuk goły
- Kamil Malita
- Olga Mrozowicz
- Adrian Smoleń
- Martyna Wiśniewska

## Medaliści

### Kobiety
| Konkurencja:     | Złoto:                                                         | Srebro:                                                      | Brąz:                                          |
| łuk dowolny      | Ana Umer                                                       | Natalia Leśniak                                              | Naomi Folkard                                  |
| łuk bloczkowy    | Irene Franchini                                                | Sandrine Vandionant                                          | Ivana Buden                                    |
| łuk goły         | Martina Macková                                                | Eleonora Strobbe                                             | Lina Björklund                                 |
| zawody drużynowe | Francja · Laure Deflau · Sandrine Vandionant · Eliette Lalouer | Włochy · Irene Franchini · Eleonora Strobbe · Jessica Tomasi | Słowenia · Ana Umer · Toja Černe · Tina Gutman |

### Mężczyźni
| Konkurencja:     | Złoto:                                                      | Srebro:                                                         | Brąz:                                                  |
| łuk dowolny      | Jonathan Andersson                                          | Sebastian Rohrberg                                              | Alan Wills                                             |
| łuk bloczkowy    | Duncan Busby                                                | Njaal Aamaas                                                    | Domagoj Buden                                          |
| łuk goły         | Timo Leskinen                                               | Alessandro Giannini                                             | Matthias Penzlin                                       |
| zawody drużynowe | Szwecja · Jonathan Andersson · Peter Leijon · Bobby Larsson | Francja · Jérôme Bidault · Jean-Philippe Dorget · David Jackson | Włochy · Luca Palazzi · Fabio Ibba · Giuseppe Seimandi |

### Juniorki
| Konkurencja:     | Złoto:                                                    | Srebro:                                                         | Brąz:                                                           |
| łuk dowolny      | Bryony Pitman                                             | Chiara Rebagliati                                               | Marlena Kocaj                                                   |
| łuk bloczkowy    | Erica Benzini                                             | Daisy Clark                                                     | Rebecca Lennon                                                  |
| łuk goły         | Sara Noceti                                               | Malin Medbo                                                     | Sophie Benton                                                   |
| zawody drużynowe | Austria · Chiara Rebagliati · Erica Benzini · Sara Noceti | Wielka Brytania · Bryony Pitman · Daisy Clark · Jessica Nilsson | Polska · Marlena Kocaj · Paulina Ostrowska · Martyna Wiśniewska |

### Juniorzy
| Konkurencja:     | Złoto:                                                   | Srebro:                                                    | Brąz:                                                      |
| łuk dowolny      | Valentin Ripaux                                          | Patrick Huston                                             | Conor Hall                                                 |
| łuk bloczkowy    | Michele Tullini                                          | Yannick Schuetz                                            | Mario Vavro                                                |
| łuk goły         | Eric Esposito                                            | Alessio Noceti                                             | Craig McCreery                                             |
| zawody drużynowe | Austria · Dominik Irrasch · Stefan Heincz · Thomas Weber | Wielka Brytania · Conor Hall · Jamie Cole · Craig McCreery | Włochy · Marco Affricani · Michele Tullini · Eric Esposito |

## Klasyfikacja medalowa
| Lp. | Państwo         | Złoto | Srebro | Brąz | Razem |
| 1.  | Włochy          | 6     | 5      | 2    | 13    |
| 2.  | Wielka Brytania | 2     | 4      | 6    | 12    |
| 3.  | Francja         | 2     | 2      | 0    | 4     |
| 4.  | Szwecja         | 2     | 1      | 1    | 3     |
| 5.  | Słowenia        | 1     | 0      | 1    | 3     |
| 6.  | Austria         | 1     | 0      | 0    | 1     |
| 6.  | Czechy          | 1     | 0      | 0    | 1     |
| 6.  | Finlandia       | 1     | 0      | 0    | 1     |
| 9.  | Niemcy          | 0     | 2      | 1    | 3     |
| 10. | Polska          | 0     | 1      | 2    | 3     |
| 11. | Norwegia        | 0     | 1      | 0    | 1     |
| 12. | Chorwacja       | 0     | 0      | 3    | 3     |